# Jânio da Silva Quadros
Pour les articles homonymes, voir Silva.
Jânio da Silva Quadros /ˈʒɐ̃niu dɐ ˈsiwvɐ ˈkwadɾus/, dit Jânio Quadros , né le 25 janvier 1917 à Campo Grande (Mato Grosso) et mort le 16 février 1992 à São Paulo (État de São Paulo), est un avocat, professeur de droit et homme d'État brésilien, qui fut président de la république des États-Unis du Brésil pendant sept mois en 1961.
Toute sa carrière politique est marquée par son combat contre la corruption mais également par sa tendance à utiliser la démagogie et à adopter une attitude populiste pour gouverner. Cela lui coûta d'aller jusqu'au terme de son mandat présidentiel, lorsqu'il démissionna pour des raisons dont les historiens se disputent encore pour en connaître la nature véritable.

## Situation personnelle
Jânio Quadros est né le 25 janvier 1917 à Campo Grande dans le Mato Grosso,. Il est le fils de Gabriel Nogueira de Quadros (1892-1957), médecin et ingénieur agronome, et de Leonor da Silva Quadros (vers 1854 – vers 1914). Son père est assassiné le 18 mai 1957 à São Paulo.
Il est diplômé de la faculté de droit de l'université de São Paulo en 1939,. Il donne des cours de géographie et de portugais durant ses études au collège Dante Alighieri de São Paulo puis de droit pénal à l'Université presbytérienne Mackenzie (en) de São Paulo jusqu'en 1945 où ses étudiants le persuadent de se lancer en politique. Il exerce en parallèle le métier d'avocat.
Il était franc-maçon.

## Parcours politique

### Débuts (1947-1961)
En mars 1947, il est élu au conseil municipal de São Paulo. Il conserve ce mandat jusqu'à son élection comme député à l'Assemblée législative de l'État de São Paulo en mars 1951. Il est le député le mieux élu de l'Assemblée.
En avril 1953, il est élu maire de São Paulo contre Francisco Cardoso, candidat soutenu par les trois partis les plus importants du pays. C'est la première fois que le maire est élu au suffrage universel direct. Durant son mandat de maire, il travaille en moyenne 15 heures par jour et parvient à rétablir l'équilibre des finances de la ville en à peine un an. Il démissionne en janvier 1955 pour prendre ses fonctions de gouverneur de l'État de São Paulo. Il avait fait campagne contre la corruption et dû lutter contre les campagnes menées par la presse qui lui était largement hostile, remportant une victoire serrée. Ses deux victoires sont essentiellement acquises grâce à la mobilisation des couches populaires de São Paulo.

### Campagne présidentielle de 1960

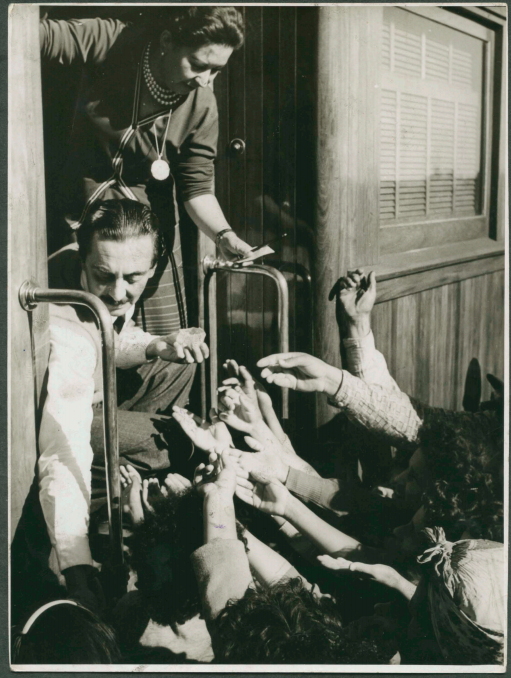
Jânio Quadros pendant la campagne électorale, le 15 avril 1960.

Son parcours politique fait de lui un candidat potentiel pour l'élection présidentielle de 1960. Plusieurs partis politiques décident d'appuyer sa candidature, qu'il préparait depuis qu'il avait été élu député en 1958. Soutenu par une coalition hétéroclite menée par la droite, Quadros n'entendait pas renier son principal combat, à savoir la corruption. Il apparaît pendant la campagne électorale balai en main, signifiant une fois de plus sa volonté de purger le pays de la corruption qui selon lui sévissait dans le pays,. Il reçoit le soutien de Carlos Lacerda, le chef du puissant parti de l'Union démocratique nationale. Mais l'attitude de Quadros pendant la campagne électorale fait que Lacerda fut de plus en plus critique, celui-ci allant jusqu'à le traiter de « pervers » et à le qualifier de personne « instable ». Sa campagne est dynamique mais il n'a guère de programme, jouant surtout de son charisme auprès de l'électorat y ajoutant une touche populiste,. Il bénéficie également du soutien des syndicats et ses meetings attirent la foule. En septembre, il prononce un discours devant 100 000 personnes à Recife. Son voyage à Cuba qui est passé au côté du bloc soviétique après la révolution cubaine ne passe pas auprès de ses soutiens. Un temps, il se retira même de la campagne, au plus grand étonnement de ses soutiens et de l'électorat. Lacerda eut beaucoup de mal à obtenir le retour de Quadros dans la campagne. Le journaliste Michel Faure écrit dans son Histoire du Brésil à propos de Quadros : 
«  Il est fantasque, imprévisible, populiste, cyclothymique, maniaque, colérique et plutôt à gauche.  »
Il remporte l'élection présidentielle le 3 octobre 1960 contre le maréchal Henrique Lott (pt) avec 48 % des voix et plus de 5 millions de voix, mais son colistier Milton Campos (pt) n'est pas élu. Sa performance est légèrement meilleure que celle de Getúlio Vargas en 1950. C'est le candidat du Parti travailliste brésilien João Goulart, du même parti que Henrique Lott, qui est réélu à la vice-présidence,,. 

### Transition présidentielle
Après son élection, il voyage pendant trois mois en Europe et s'abstient de parler de ce qu'il envisageait de faire une fois au pouvoir. Son absence lui fut reprochée par ses soutiens, qui souhaitaient qu'il prenne une part plus active dans la transition présidentielle et dans la préparation de son futur gouvernement.

### Président du Brésil (1961)
Le 31 janvier 1961, Jânio Quadros est officiellement investi comme président de la république des États-Unis du Brésil. Pour la première fois depuis la proclamation de la République, la passation de pouvoirs se fait sans heurts. Dans son discours inaugural, Quadros souligne les problèmes d'inefficacité du gouvernement, ainsi que les problèmes d'inflation et de la dette publique. Il accuse son prédécesseur de népotisme et de corruption.
L'aversion de Quadros pour la corruption s'avère très vite préjudiciable, le nouveau président voyant vite le Congrès s'opposer à lui. De plus, son gouvernement comporte principalement des membres de l'UDN, le parti de Lacerda. Le fait qu'il gouverne par écrit et par décrets, adressant de nombreuses notes à ses ministres et réclamant de nombreuses enquêtes parlementaires, heurte à la fois le Congrès mais aussi une partie des ministres,,.
Malgré son habileté politique, la capacité de Quadros à gouverner efficacement a été entravée tout au long de sa présidence par son inexpérience de la politique des partis et par un entourage et une équipe de collaborateurs réduits. Les nombreuses critiques concernant sa gouvernance conduiront à établir après sa démission un régime parlementaire. Ses rapports avec João Goulart et le Parti travailliste brésilien furent très tendus.

#### Politique intérieure

##### Économie
Au moment de son arrivée au pouvoir, le déficit budgétaire était de 3,8 milliards de dollars, un déficit largement dû aux coûts de construction de Brasilia et aux divers projets de Kubitschek,,. En plus de cela, le pays connaît une hausse importante de l'inflation.
Il dut procéder au licenciement de 20 000 employés fédéraux et diminua les dépenses de fonctionnement de 30 % durant les deux premiers mois. En parallèle, le cruzeiro est dévalué et le gouvernement baisse les subventions en faveur des producteurs de blé et de l'industrie pétrolière. Les horaires des fonctionnaires sont sévèrement encadrés.

En mars 1961, il déclare à un groupe d'hommes d'affaires : 
« I have to apply drastic measures to lead this country to sanity. »
« Je dois appliquer des mesures drastiques pour ramener ce pays à l'équilibre budgétaire. »
 Il se justifie et précise qu'il ne se soucie guère d'être impopulaire : 
« Applause or censure are indifferent to me. My only ambition is to serve and to serve well. »
« Les applaudissements ou la censure me sont indifférents. Ma seule ambition est de servir et de bien servir. »
 Le même mois, son gouvernement annonce un programme de lutte contre l'inflation avec une baisse du taux de change et un objectif affiché de baisse des dépenses publiques. Son programme de réformes obtient le soutien du Fonds monétaire international, lui permettant de renégocier le remboursement de la dette avec les États-Unis et l'Europe. Le Brésil reçoit alors 2 milliards de dollars de nouveaux prêts, atténuant considérablement la crise de la dette à laquelle il était confronté. Cela fut un acquis majeur pour son gouvernement car la plupart de ses prédécesseurs n'avaient pas réussi à renégocier la dette.

##### Société
Il prend un certain nombre de mesures controversées ou fantaisistes comme l'interdiction des concours de beauté dont Miss Brésil ou du bikini sur les plages et de la minijupe dans les rues ainsi que le combat de coqs et tenta d'introduire une réglementation des jeux de cartes,,,. Commentant ces mesures étranges et la présidence de Quadros, l'ancien président Fernando Henrique Cardoso écrit dans ses mémoires : 
«  Une fois élu, il décida de devenir vraiment bizarre.  »

##### Éducation
Le Brésil compte encore 50 % d'analphabètes lorsque commence sa présidence, mais Quadros n'eut pas le temps de mener à bien un programme en faveur de l'éducation des couches populaires qui l'ont largement soutenu en 1960. Il souhaitait notamment accorder le droit de vote aux illétrés.

#### Politique extérieure

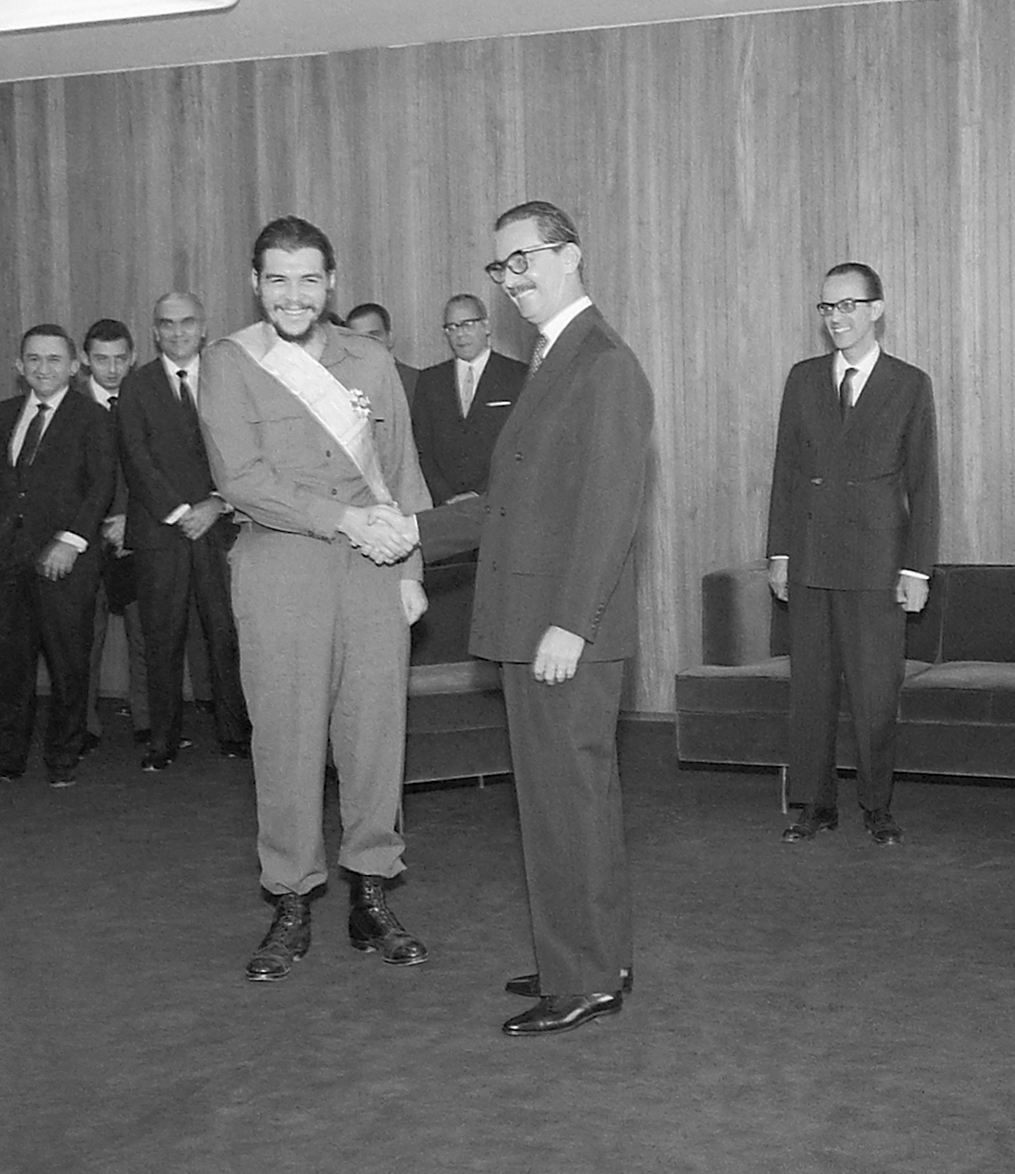
Jânio Quadros décorant Che Guevara de l'Ordre national de la Croix du Sud, le 21 août 1961. Photographie conservée aux Archives nationales à Rio de Janeiro.

Quadros a conduit une politique étrangère indépendante, notamment vis-à-vis des États-Unis, présentant « la liberté, l'indépendance et la non-ingérence » comme les principaux axes de cette politique. Il espérait grâce à cela servir de contrepoids face aux grandes puissances. Il a également essayé de poursuivre des relations plus étroites avec l'Afrique, espérant gagner de l'influence dans le mouvement des non-alignés. De même, il a tenté de montrer sa solidarité avec les pays africains nouvellement indépendants en promouvant la décolonisation et en s'opposant au racisme, mais aussi en encourageant le commerce et les échanges culturels avec ces pays. Cependant, son soutien apporté à l'Afrique du Sud rendit ses initiatives africaines infructueuse.
Il envisagea secrètement, alors que les relations franco-brésiliennes étaient dégradées par le début de la guerre de la langouste, de lancer l’opération Cabralzinho consistant à envahir puis annexer la Guyane au prétexte de lutter contre l’exportation illégale de manganèse ,.
Il tente un rapprochement avec le bloc communiste, en particulier avec Cuba, la Chine et l'Union soviétique, et entame des négociations commerciales avec l'Allemagne de l'Est. L'objectif était, en cas de succès, d'augmenter les échanges commerciaux de 30 % avec le bloc soviétique. Entre autres, il décore Che Guevara alors en visite dans le pays de l'Ordre national de la Croix du Sud le 21 août 1961. Cette décoration suscita la controverse dans le pays et contribua en partie à son départ du pouvoir,.

#### Démission

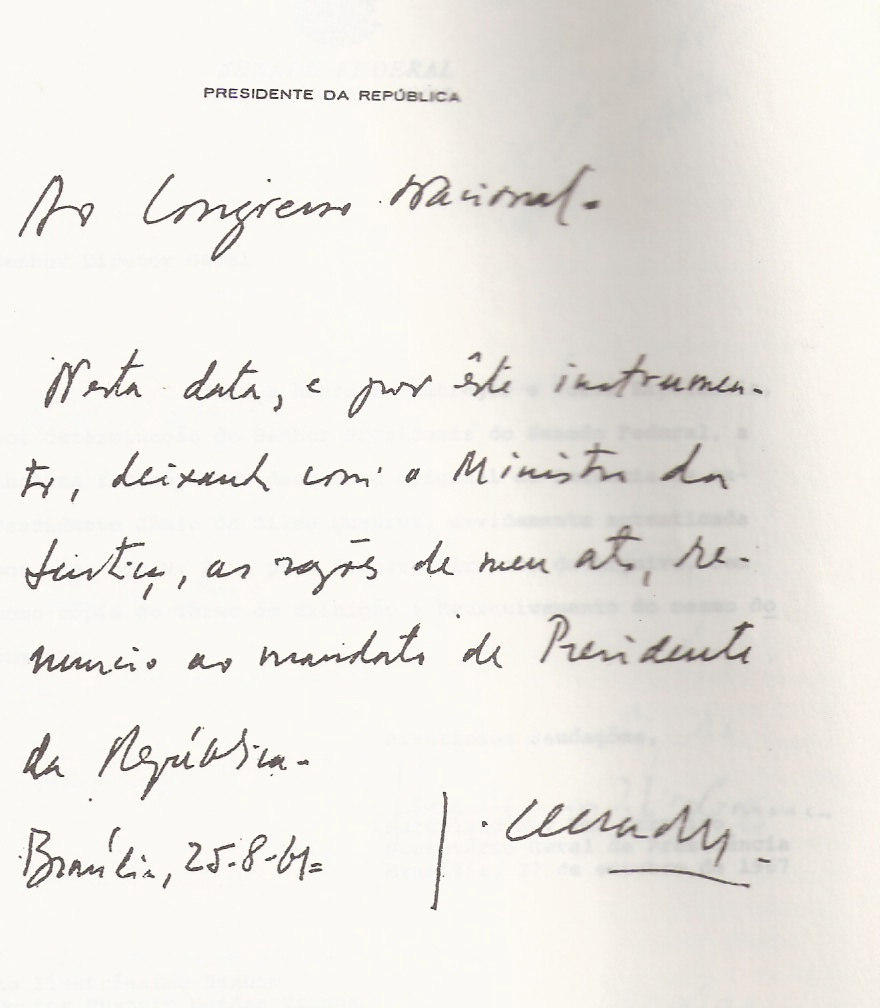
Lettre de démission de Jânio Quadros.

La droite, qui l'avait soutenu dans sa campagne en 1960, se détourne assez vite de lui. Carlos Lacerda, le puissant gouverneur de l'État de Guanabara et farouche anticommuniste, l'accuse de préparer un coup d'État. L'armée et la hiérarchie catholiques se joignent à la campagne menée contre lui. Quadros décide de tenter un coup en démissionnant quatre jours après la visite de Che Guevara, le 25 août 1961. L'historien Charles Morazé émet l'hypothèse que Quadros aurait voulu casser la dynamique établie par la campagne électorale afin de se débarrasser de Lacerda et de ses soutiens de droite. Il s'envola pour São Paulo, pensant que le Congrès refuserait sa démission et lui demanderait de revenir sur sa décision. Cependant, le Congrès s'empressa d'accepter sa démission.
Quadros, voyant que sa manœuvre avait échoué, quitta le pays par bateau depuis Santos pour l'Europe profondément meurtri par cet évènement. Il jura qu'il reviendrait au pouvoir à la manière de Getúlio Vargas,.

### Échec pour le poste de gouverneur de l'État de São Paulo (1962)
Après son voyage en Europe, Quadros se relance en politique et annonce sa candidature pour le poste de gouverneur de l'État de São Paulo. Cependant, il est battu par Ademar Pereira de Barros (pt) qu'il avait pourtant battu en 1954 pour le même poste ou en 1960 lors de l'élection présidentielle.

### Sous la dictature (1964-1985)
Contrairement à son prédécesseur et son successeur directs, Quadros ne quitte pas le Brésil après le Coup d'État de 1964. Cependant, ses droits civiques sont suspendus par la dictature militaire. Critiquant le pouvoir lors de plusieurs conférences de presses tenues à Recife, Rio de Janeiro ou São Paulo, il est arrêté en juillet 1968 par l'armée et placé en résidence surveillée à Corumbá dans le Mato Grosso (aujourd'hui dans le Mato Grosso do Sul) à proximité de la frontière avec la Bolivie. Il recouvre ses droits civiques en 1974 mais se tient à l'écart de toute activité politique. En 1979, il exprime sa volonté de concourir pour la troisième fois pour l'élection du gouverneur de l'État de São Paulo mais ne se lance que trois ans plus tard.

### Maire de São Paulo (1986-1988)
Trente-deux ans après sa première élection comme maire, Quadros est réélu à la tête de la mairie de São Paulo,. Il bat le futur président Fernando Henrique Cardoso.

## Dernières années et mort
Il doit renoncer à se présenter lors de l'élection présidentielle en 1989 pour raisons de santé.
La mort de son épouse en 1990 l'affecte beaucoup. Il passe les deux dernières années de sa vie en maison de retraite, subit plusieurs accidents vasculaires cérébraux et meurt le 16 février 1992 à l'Albert Einstein Israelite Hospital (en) de São Paulo des suites d'insuffisance respiratoire et d'une hémorragie,.

## Accusations de corruption
La réputation de Quadros est assez sulfureuse, y compris au sein de sa propre famille. Même sa fille le jugeait comme étant trop instable et lui fit faire un séjour en hôpital psychiatrique. Cependant, à la mort de son père, elle hérite de 66 propriétés qui lui appartenait. Elle fut parmi les premières à l'accuser de corruption en découvrant cet héritage.
En 2009, la police fédérale révéla au cours d'une vaste opération anticorruption que Quadros aurait caché l'équivalent de 20 millions de réal brésilien sur un compte bancaire en Suisse.

## Hommages
Deux villes ont été nommées en son honneur : Janiópolis (Paraná) et Presidente Jânio Quadros (Bahia)

## Décorations
- Grand-croix de l'ordre national de la Croix du Sud en tant que président de la république des États-Unis du Brésil
- Grand-croix de l'ordre militaire du Christ (pt) (17 mai 1958, commandeur 27 janvier 1952)[23]
- Commandeur de l'ordre de l'Infant Dom Henri (26 février 1987)[23]